# Taffsnäs
Taffsnäs är en gård i Gåsinge socken i Gnesta kommun i närheten av Gnesta. Den är numera ett fjordhästridläger som har runt 40 fjordingar. I 53 år har det bedrivits ridläger för alla från 8 år och uppåt här. På vintern hyrs de flesta fjordingarna ut. Alla fjordingarna på ridlägret är vallacker, stona såldes år 2004. Taffsnäs har också några hästar som gått och kvalificerar sig till Fjord SM. Det finns hästar som passar dem allra minsta samt sådana som passar vuxna också.  
Taffsnäs bedrivs idag av Terese Klangestam och hennes far Jan samt Tereses mamma Birgitta.